# Selemani Mwalimu
Selemani Mwalimu (Dar es Salaam, 19 gennaio 2006) è un calciatore tanzaniano, attaccante del Wydad Casablanca e della nazionale tanzaniana.

## Carriera

### Club
Cresciuto nella FGA Talents FC, club della seconda divisione tanzaniana, nel 2023 è stato acquistato dai Singida Black Stars con cui ha debuttato in prima divisione; nelle due stagioni successive è stato ceduto in prestito prima al KVZ e successivamente al Fountain Gate dove ha giocato con maggior frequenza.
Nel febbraio del 2025 è stato acquistato a titolo definitivo dal Wydad Casablanca, club della prima divisione marocchina, con un contratto valido a partire dal mese di giugno dello stesso anno. Poco dopo il suo arrivo in squadra prende parte all'edizione inaugurale del Mondiale per club FIFA.

### Nazionale
Ha debuttato con la nazionale tanzaniana il 15 ottobre 2024 nell'incontro di qualificazione per la coppa d'Africa 2025 perso 2-0 contro la Repubblica Democratica del Congo.

## Statistiche
Statistiche aggiornate al 19 giugno 2025.

### Cronologia presenze e reti in nazionale
| Cronologia completa delle presenze e delle reti in nazionale ― Tanzania | Cronologia completa delle presenze e delle reti in nazionale ― Tanzania | Cronologia completa delle presenze e delle reti in nazionale ― Tanzania | Cronologia completa delle presenze e delle reti in nazionale ― Tanzania | Cronologia completa delle presenze e delle reti in nazionale ― Tanzania | Cronologia completa delle presenze e delle reti in nazionale ― Tanzania | Cronologia completa delle presenze e delle reti in nazionale ― Tanzania | Cronologia completa delle presenze e delle reti in nazionale ― Tanzania |
| Data                                                                    | Città                                                                   | In casa                                                                 | Risultato                                                               | Ospiti                                                                  | Competizione                                                            | Reti                                                                    | Note                                                                    |
| ----------------------------------------------------------------------- | ----------------------------------------------------------------------- | ----------------------------------------------------------------------- | ----------------------------------------------------------------------- | ----------------------------------------------------------------------- | ----------------------------------------------------------------------- | ----------------------------------------------------------------------- | ----------------------------------------------------------------------- |
| 15-10-2024                                                              | Dar es Salaam                                                           | Tanzania                                                                | 0 – 2                                                                   | RD del Congo                                                            | Qual. Coppa d'Africa 2025                                               | -                                                                       | 84’                                                                     |
| 27-10-2024                                                              | Nouakchott                                                              | Sudan                                                                   | 1 – 0                                                                   | Tanzania                                                                | CHAN 2024 - 1º turno                                                    | -                                                                       | 60’                                                                     |
| 3-11-2024                                                               | Dar es Salaam                                                           | Tanzania                                                                | 1 – 0 dts (5 - 6 dtr)                                                   | Sudan                                                                   | CHAN 2024 - 1º turno                                                    | -                                                                       | 46’                                                                     |
| 25-3-2025                                                               | Oujda                                                                   | Marocco                                                                 | 2 – 0                                                                   | Tanzania                                                                | Qual. Mondiali 2026                                                     | -                                                                       | 83’                                                                     |
| 6-6-2025                                                                | Polokwane                                                               | Sudafrica                                                               | 0 – 0                                                                   | Tanzania                                                                | Amichevole                                                              | -                                                                       | 46’                                                                     |
| Totale                                                                  |                                                                         | Presenze                                                                | 5                                                                       |                                                                         | Reti                                                                    | 0                                                                       |                                                                         |